# 世界キャラクターさみっとin羽生

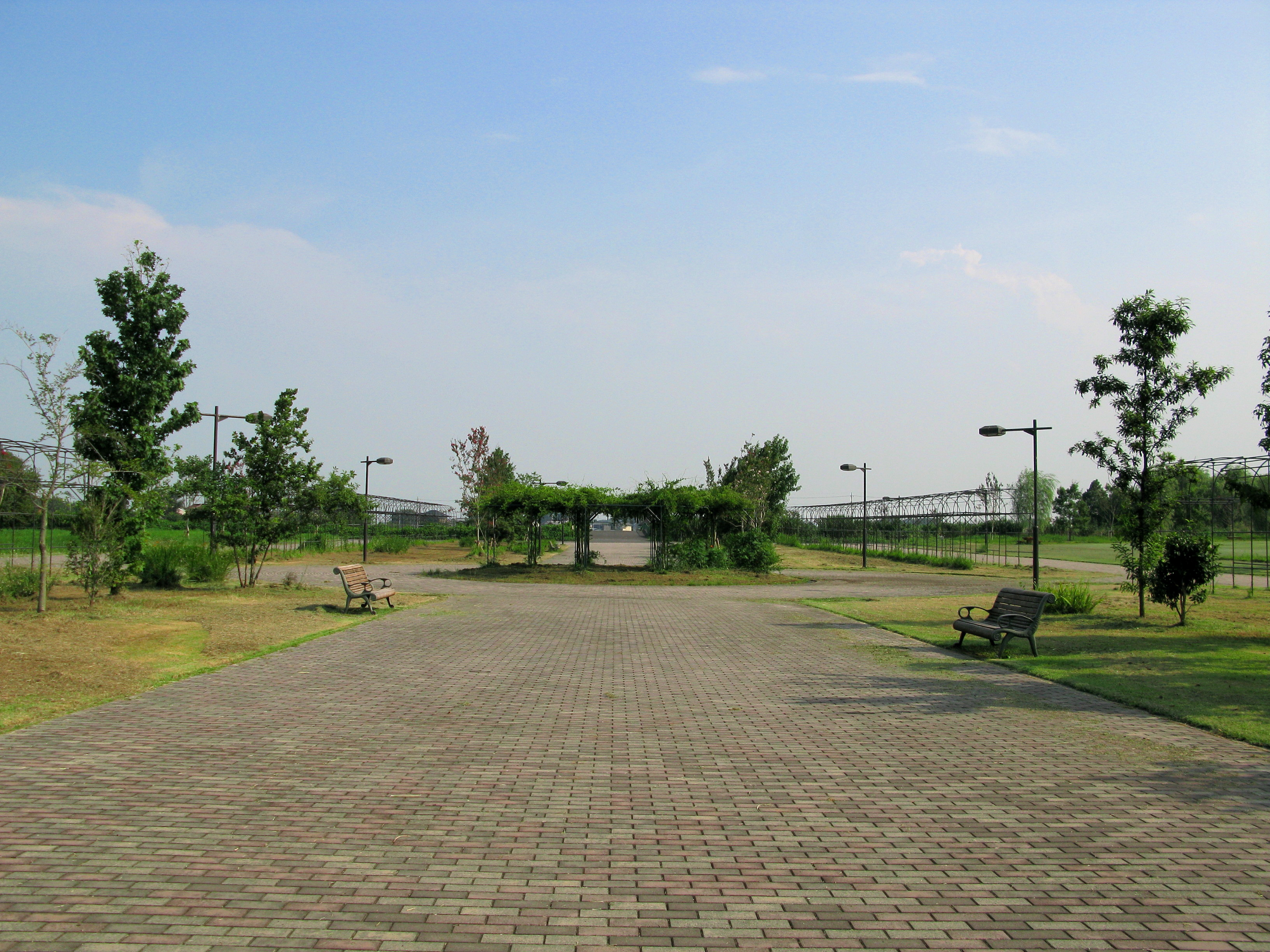
開催地の羽生水郷公園

世界キャラクターさみっとin羽生（せかいキャラクターさみっといんはにゅう）は、埼玉県羽生市で毎年開催される、ゆるキャラに関するイベント。

## 概要
2010年から毎年11月に羽生水郷公園で行われている。2013年の4回目までは「ゆるキャラさみっとin羽生」であったが、世界各国からの参加も相次いだため、2014年の第5回から改称した。ゆるキャラグランプリの結果発表も2011年の第2回から羽生で開催されていたが、2014年の第5回からは開催地を固定せずに日本各地での開催に変更された。2013年には452キャラクターが参加し、「マスコット最多集合記録数」のギネス記録に認定された。2015年の2日間の来場者数は45万人を記録し、ご当地キャラクター・企業キャラクターのイベントでは日本最大の動員人数となっている。ご当地キャラクターに絡め、特産品や名物料理の販売ブースも出店している。
このイベントに関係を持つSNSの投稿は、大半がこのイベントの愛称「#はにゅはにゅ」のハッシュタグを利用して投稿されている。これは、石田洋介・さくまひできが歌う公式テーマソング・「Hello!! Hanyu☆Hanyu」（読みは「ハロー!! はにゅ☆はにゅ」）が由来となっており、実行委員会からも積極的な利用が提唱されている（イベント中は、Twitterのトレンドにランクインすることも多い）。羽生市内のキャラクター「ムジナもんお誕生日会」など、このイベントと直接関係ないイベントの場合にも多く利用され、羽生市内のキャラクターイベントに波及している。また2020年と2021年は新型コロナウイルス感染拡大防止のため中止となった。2022年以降はイオンモール羽生で開催されている。

## アクセス
- 開催中は東武伊勢崎線・秩父鉄道羽生駅西口から臨時シャトルバスが運行される[3]。